# Українське естрадне мистецтво
Українське естрадне мистецтво

## Передумови
Український композитор і організатор музичної освіти Пилип Омелянович Козицький (1893—1960), займаючи відповідальні посади у Товаристві ім. М. Леонтовича, Спілці композиторів України, Хоровому товаристві УРСР, опікувався станом викладання співів, а потім музики і співів у загальноосвітніх школах України. Роботі з хором П.Козицький-педагог надавав особливе значення. Враховуючи вікові особливості та вокальні можливості дітей він написав такі пісні, як: «А вже ясне сонечко», «Ой одна я, одна», «Ми дзвіночки, лісові дзвіночки», «Ой місяцю маю», та інші. Багато оригінальних пісень написано композитором на слова Т. Шевченка, П. Тичини, П. Куліша, О. Олеся. Велике значення у роботі над шкільним репертуаром П.Козицький надавав пісням, які виховують у дітей почуття патріотизму, інтернаціоналізму, дружби та колективізму. У 1928 році він публікує «Конспекти лекцій з історії української музики» та методичний посібник «Музика масам», у якому пропонує конкретні заходи з популяризації знань у загальноосвітніх школах про композиторів і їхню творчість. П. Козицький рекомендує методику підготовки і випуску стінних музичних газет, на шпальтах яких публікувалися матеріали та велися дискусії щодо сприймання молодіжної естрадної музики. П. Козицький відіграв помітну роль у становленні і розвитку масового музичного виховання у першій половині ХХ століття.
Композитор, диригент, музичний критик і публіцист, громадський діяч Кирило Григорович Стеценко (1882—1922) все своє життя присвятив музично-естетичному вихованню молоді. Він пропагує українські та російські пісні, а відчуваючи потребу в дитячому репертуарі в 1906 році видає збірку пісень під назвою «Луна». 1909 року за активну громадсько-педагогічну діяльність Стеценка заарештували і вислали до Тамбова. Там він продовжував активно працювати. Композитор обробляє колядки і щедрівки, пише дитячі опери «Івасик-Телесик», «Лисичка, Котик і Півник», «Король Ялинова Шишка». У квітні 1917 року К.Стеценко повертається у Київ і працює вчителем співів в учительській семінарії, де друкує методико-дидактичні матеріали «Початковий курс навчання дітей нотного співу» та першу частину «Шкільного співаника». У квітні 1917 року на з'їзді вчителів Ямпільського повіту на Поділлі виступає з доповіддю «Українська пісня в народній школі». Він говорив про естетичне і моральне виховання школярів засобом народної музичної творчості, закликав вчителів більше уваги приділяти вивченню народної музики. Композитор наголошував про необхідність гармонійного розвитку дітей. І певну роль тут повинна відіграти народна пісня, яка яскраво відбиває картини життя українського народу. К. Стеценко наголошував:
|  | Народна українська пісня у своїх словах та мелодії разом має багато почуттів, думки та надзвичайної простоти і ясності. В ній немає зайвого слова, зайвої ноти. Тут немає підробок, тут немає обману для нашого почуття. |

Ім'я К. Стеценка є яскравим прикладом служінню українській музичній культурі.

## УРСР (1950-ті — 1960-ті)
З'являється організація «Укрконцерт», естрадні пісні вводяться до програм обласних філармоній, виникають нові колективи, приходять співаки, що співають в основному тільки естраду
Корифеями першого покоління української естрадної пісні були Платон Майборода, Олександр Білаш та Ігор Шамо. Варто також відмітити творчість таких митців, як Борис Буєвський, Анатолій Пашкевич, Степан Сабадаш, Костянтин Мясков, Анатолій Кос-Анатольський, Володимир Верменич, Андрій Штогаренко, Аркадій та Віталій Філіпенки, Юдіф Рожавська, Климентій Домінчен.
Пісні виконувалися в основному під оркестр (естрадний, естрадно-симфонічний, народних інструментів, іноді камерний), також їх часто виконували хорові колективи.
Пісні створювалися в основному на вірші провідних на той час поетів — Андрія Малишка, Дмитра Луценка, Михайла Ткача, Дмитра Павличка, Бориса Олійника, Миколи Сингаївського, Лади Реви, Олександра Богачука, Ігоря Бараха, Любові Забашти, Василя Юхимовича та ін. Основними мотивами цих пісень, не рахуючи творів соціалістичного реалізму, були любов до рідної землі, маленької батьківщини, матері, а також ніжна і висока любовна лірика.
Більшість з композиторів та поетів цього періоду народилися і виросли в селі, потім поїхали в місто на роботу/навчання, де й залишилися до кінця життя. Але сум за рідним селом, батьківською хатою, любою мамою був таким сильним, що це досить часто виливалося у творчість.
Саме народна пісня була основним поштовхом до написання власних пісень. Композитори естрадного напрямку практично не зазнали іноземного (західного) впливу.
Попори спільні риси, творці музики зазначеного періоду мали свої власні відмінності. Приміром, трохи осібно стоїть А. Кос-Анатольський, що народився у Львові та кохався у карпатських мотивах.
Анатолій Пашкевич був глибоко народним композитором, його пісні не лише за змістом, а й за мелодикою схожі на народні, недарма він все життя працював з хоровими фольклорними колективами. Пашкевич тримався свого стилю до кінця життя і був по суті «останнім з могікан» того напрямку в українській пісні, що народився у 1950-ті роки.
По-своєму вражає творчість Бориса Буєвського, деякі пісні якого нагадують маленькі симфонії. Але неперевершено втілював у своїх піснях національні мотиви і навіть замальовки з сільського життя («На долині туман»). Ще один глибоко національний та народний композитор — Володимир Верменич — він жив у селі, написав твори: «На калині мене мати колихала», «Польова царівна», «Іду я росами»).
«Батьком» української естради справедливо називають Платона Майбороду. Він написав багато чудових творів. Але після смерті у 1970 році свого головного співавтора Андрія Малишка Платон Іларіонович написав дуже мало.
Своєрідним королем української пісні був Олександр Білаш. Його творіння лунали у всіх містах і селах України і навіть за кордоном. Важко знайти виконавця чи колектив 1960-х, які не виконували його неперевершених пісень. Вони залишалися популярними і в 1970-ті — 1980-ті роки.
Найвідомішими виконавцями пісень даного напрямку були Дмитро Гнатюк, Микола Кондратюк, Валентина Купріна, Констянтин Огнєвий, Анатолій Мокренко, Олександр Таранець, Лариса Остапенко, Діана Петриненко, Юрій Богатиков, Юрій Гуляєв, пізніше — Раїса Кириченко. Цікаво, що більшість з цих співаків працювали також в оперному жанрі.
Українську пісню поширювали також різноманітні колективи, серед яких вирізнялися народні хори — Григорія Верьовки, Черкаський, Закарпатський; поліський хор «Льонок»; ансамблі пісні і танцю — Гуцульський, Буковинський, «Верховина». Також велику популярність мав жіночий ансамбль С. Сабадаша «Марічка».
Найвідомішими піснями першого періоду української естради були: «Пісня про рушник», «Два кольори», «Черемшина», «Чорнобривці», «Летять, ніби чайки», «Києве мій», «На долині туман», «Марічка», «Степом, степом».

## 1970-ті — 1980-ті
Вже у 1980-ті в цьому ж стилі була написана знаменита «Мамина вишня». Пісенну спадщину даного періоду варто поділити на дві частини. Перша з них — це оркестрова естрада нового типу. Сюди відносимо творчість (або більшу її частину) таких маестро, як Володимир Івасюк, Ігор Поклад, Іван Карабиць, Богдан Янівський, Вадим Ільїн, Олександр Зуєв, Ростислав Бабич, Борис Монастирський, Олександр Осадчий.
Мирослав Скорик у той час творив таку музику, яку тоді майже не писав ніхто. Свою естрадну діяльність він розпочав ще 1963 року, створивши вокально-інструментальний оркестр «Веселі скрипки».
Другий напрямок даного періоду — це музика нового покоління — електронна, яку виконували передусім ВІА (вокально-інструментальні ансамблі), іноді використовується такий термін, як біг-біт, але він не охоплює всі жанри, які панували серед цієї музики. На той час це була легка музика (відносно традиційної, оркестрової естради), мовою сьогодення — поп. У цьому стилі писали Левко Дутковський, Валерій Громцев, Микола Мозговий, Павло Дворський, Тарас Петриненко, Ігор Білозір, Анатолій Пащенко, Руслан Іщук, Володимир Яцола, далі з'явилися нові автори Олександр Злотник, Остап Гавриш та Генадій Татарченко. проте вже у 80-ті ВІА починають потроху відмирати, з'являється багато нових груп, які грали сучаснішу, але в багатьох випадках ще простішу і менш якісну музику. Івасюк, до речі, не дуже любив такі аранжування своїх пісень, він завжди тяжів до оркестру.
В 1970-1980-х змінюється не лише музика, а й тексти — нові митці (за деякими виключеннями) відходять від сільської тематики, від «сльозливості» та «сентиментальності». Це й не дивно, бо більшість композиторів народилися і виросли у місті. Ритми стають жвавішими, енергійними, під вокально-інструментальні ансамблі охоче танцює молодь, з кінця 70-тих відчувається вплив диско. Отримують свіже звучання і оркестри. Величезну роль в історії української естради 70-х — 80-х відіграв Естрадно-симфонічний оркестр Укртелерадіо п/к Ростислава Бабича, з яким записувалися майже всі відомі співаки. Серед найпопулярніших виконавців цього періоду були Назарій Яремчук, Василь Зінкевич, Софія Ротару, Ніна Матвієнко, Іван Попович, Віктор Шпортько, Ліна Прохорова, Тетяна Русова, Людмила Артеменко, Лідія Михайленко, Лідія Відаш, «Тріо Маренич»; у 80-ті роки на естраду приходять Алла Кудлай, Віталій Білоножко, Іво Бобул, Лілія Сандулеса, Микола Гнатюк, Володимир Удовиченко…
Величезною популярністю у 1970-ті — 1980-ті користувалися вокально-інструментальні ансамблі «Смерічка», «Кобза», «Ватра», «Водограй», «Світязь», «Арніка», «Чарівні гітари», «Краяни», «Опришки». Найвідомішими поетами-піснярами у цей час були Юрій Рибчинський, Володимир Кудрявцев, Вадим Крищенко, Андрій Демиденко, Ростислав Братунь, Анатолій Драгомирецький, Богдан Стельмах, Олександр Вратарьов, Ігор Лазаревський, Віктор Герасимов…
Кожен з композиторів мав свої, притаманні лише йому особливості. Яскравою зіркою на українській естраді спалахнув талант Володимира Івасюка. Пісня «Червона рута» за своєю популярністю побила всі рекорди шлягерів 60-х.
Яскравою і самобутньою є пісенна творчість Івана Карабиця. Кожна пісня — наче шедевр! Грек за національністю, родом з Приазов'я, Іван Федорович писав такі глибокі за українським національним змістом пісні («Батьківський поріг», «Моя любов, моя земля», «Мадонна-Україна», «Де вітер землю голубить»), що йому можуть позаздрити багато композиторів-українців.
Серед найвідоміших пісень періоду 1970-х — 1980-х «Червона рута», «Водограй», «Дикі гуси», «Чарівна скрипка», «А ми удвох», «Три дороги», «Канни», «Моя любов, моя земля», «Незрівнянний світ краси», «Гай, зелений гай», «Мій рідний край», «Стожари», «Смерекова хата».
Система цензури в Україні, представлена місцевими відділеннями Головного управління по охороні військових і державних таємниць у пресі при Раді Міністрів УРСР.
Виробництвом інформаційного продукту для ТБ і радіо, його поширенням на території СРСР займався відповідний комітет Ради міністрів СРСР  — Держтелерадіо.

## Після 1990
Починаючи з середини 1980-их років термін шоу-бізнес замінив поняття «естрада», коли терміни «радянська естрада», «естрадне мистецтво» не могли увібрати в себе весь спектр жанрів, культурно-розважальних заходів, індустрії розваг, звукозапису, відеопродукції, фестивалів, конкурсів, різноманітних шоу тощо (інфраструктуру і ринкові відносини). З падінням залізної завіси також поширилися популярна культура, субкультури, андеґраунд.